# Bobcat Woods Trail
Le Bobcat Woods Trail est un sentier de randonnée américain situé dans le comté de Brazoria, au Texas. Protégée au sein du San Bernard National Wildlife Refuge, cette promenade en planches longe la Cocklebur Slough.